# Carabobo
Carabobo (španjolski. Estado Carabobo) je jedna od 23 savezne države Venezuele, koja se nalazi na sjeverozapadu zemlje.

## Karakteristike
U Državi Carabobo živi 2,245.744 stanovnika na površini od 4,650 km²
Carabobo je sa sjevera omeđen Karipskim morem, s istoka graniči sa saveznomm državom Aragua, s juga s Guáricom i Cojedesom i sa zapada s Državom Yaracuy.
Država je ime dobila u spomen na jedan od odlučujućih momenata u ratu za neovisnost - Bitci kod Caraboba. Taj lokalitet nosi pak ime još iz vremena kad su Španjolci osvajali Venezzžuelu, po lokalnim indijancima Carabobos.
Carabobo ima snažnu koncentraciju industrije, jednu od najvećih u zemlji, od pogona za montažu vozila, do tvornica koje se bave metalurijom i galvanizacijom.
Carabobo također ima i snažnu poljoprivredu, koja proizvodi; rižu, pamuk, kukuruz, duhan, kavu, kakao i šećernu trsku. Brzi rast mliječne industrije samo djelomično podmiruje potrebe Caracasa. Goveda iz ravničarskog Llanosa tove se na pašnjacima oko Jezera Valencija, koje gotovo čitavo leži u istočnom Carabobu. Jedan od najvećih eksperimentalnih projekata u poljoprivredi provodi se u naselju Chirgua.
U administrativnom središtu države Valencia proizvodi se cement, tekstil, obuća i mlijeko u prahu. Između Valencije i velike luke Puerto Cabello nalaze se najveća petrokemijska postrojenja.  
Država je solidno premrežena autocestama i zračnim lukama, a ima i nešto željezničkih pruga.

## Vanjske poveznice
- Estado Carabobo na portalu Gobernación Bolivariana de Carabobo (šp.)
- Carabobo na portalu Encyclopedia Britannica (engl.)